# Danh sách kỷ lục và thống kê của Liverpool F.C.

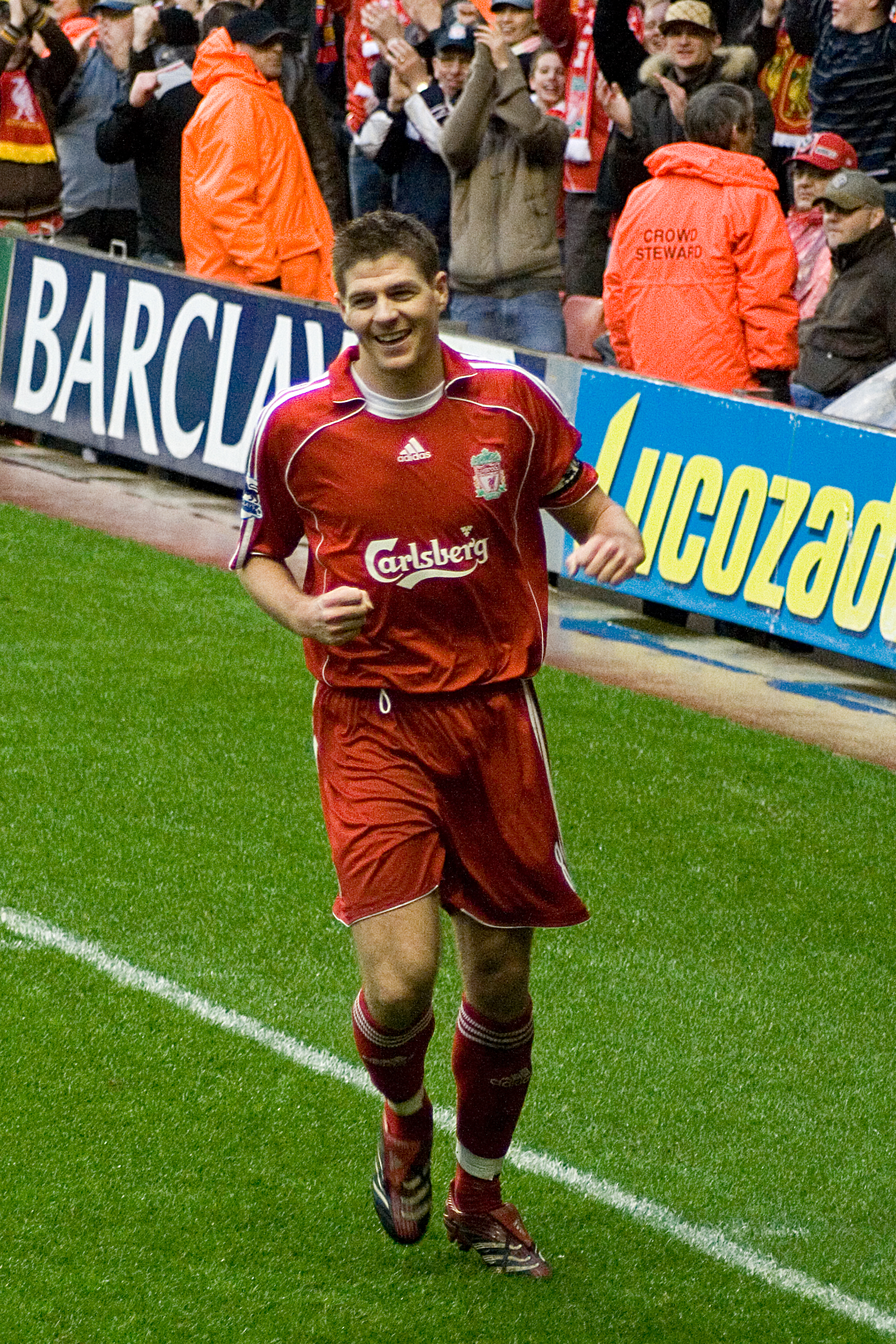
Steven Gerrard, cầu thủ Liverpool ghi nhiều bàn thắng nhất tại đấu trường châu Âu

Câu lạc bộ bóng đá Liverpool là một câu lạc bộ bóng đá chuyên nghiệp của Anh, có trụ sở tại thành phố Liverpool, hiện nay đang chơi tại Giải bóng đá ngoại hạng Anh. Họ đã chơi trên sân Anfield từ năm thành lập 1892 đến ngày nay. Liverpool lần đầu tiên chơi ở giải bóng đá vô địch Anh vào năm 1894, họ cũng là một trong những thành viên sáng lập Giải bóng đá Ngoại hạng Anh vào năm 1992.
Danh sách thành tích dưới đây bao gồm một số danh hiệu vô địch của Liverpool, những kỷ lục được lập bởi tập thể thành viên câu lạc bộ, những huấn luyện viên và những cầu thủ. Những kỷ lục của các cầu thủ bao gồm những cầu thủ ghi bàn vĩ đại nhất, những cầu thủ tham gia nhiều trận đấu nhất ở đội hình chính thức. Danh sách cũng bao gồm những kỷ lục quốc tế của các cầu thủ, những thương vụ đắt giá nhất của câu lạc bộ và cả những kỷ lục ghi nhận tại các khán đài của sân Anfield.
Tính đến nay, câu lạc bộ Liverpool đã giành được tổng cộng 19 danh hiệu vô địch nước Anh, và là câu lạc bộ Anh vô địch châu Âu nhiều lần nhất với 6 lần đăng quang. Cầu thủ chơi nhiều trận đấu nhất cho Liverpool là Ian Callaghan, người đã có 857 lần góp mặt trong giai đoạn 1958-1978. Ian Rush là cầu thủ ghi nhiều bàn thắng nhất cho Liverpool với 347 bàn thắng.
Lưu ý: Số liệu chính xác tính đến thời điểm ngày 22 tháng 5 năm 2020
.

## Danh hiệu
Liverpool đã giành được nhiều danh hiệu danh giá cả ở trong nước và tại Châu Âu. Họ đã 19 lần vô địch nước Anh, giữ kỷ lục về số lần vô địch Cúp liên đoàn Anh với 8 lần. Trong mùa giải đầu tiên, 1892-1893, họ đã giành được Lancashire League và Liverpool District Cup,,Cúp Liên đoàn Anh năm 2012, danh hiệu gần đây nhất của họ là chức vô địch Champions League lần thứ 6 trong lịch sử vào năm 2019

### Trong nước

#### Giải đấu
- Giải Vô địch First Division
  - Vô địch (20): 1900-01, 1905-06, 1921–22, 1922-23, 1946-47, 1963-64, 1965-66, 1972-73, 1975-76, 1976-77, 1978-79, 1979-80, 1981-82, 1982-83, 1983-84, 1985-86, 1987-88, 1989-90, 2019-20, 2024-25
- Giải Hạng nhì
  - Vô địch (4): 1893-94, 1895-96, 1904-05, 1961-62
- Lancashire League
  - Vô địch (01): 1892

#### Các giải đấu cúp
- Cúp FA
  - Vô địch (8): 1965, 1974, 1986, 1989, 1992, 2001, 2006, 2022
  - Á quân (7): 1914, 1950, 1971, 1977, 1988, 1996, 2012
- Cúp Liên đoàn bóng đá Anh
  - Vô địch (9): 1981, 1982, 1983, 1984, 1995, 2001, 2003, 2012, 2022, 2024
  - Á quân (4): 1978, 1987, 2005, 2016, 2025
- Siêu cúp bóng đá Anh
  - Vô địch (15):[A] 1964*, 1965*, 1966, 1974, 1976, 1977*, 1979, 1980, 1982, 1986*, 1988, 1989, 1990*, 2001, 2006 (* đồng vô địch)
  - Á quân (6): 1922, 1971, 1983, 1984, 1992, 2002, 2019

### Các giải đấu cúp quốc tế
- Cúp UEFA Champions League
  - Vô địch (6): 1977, 1978, 1981, 1984, 2005, 2019
  - Á quân (5): 1985, 2007, 2018,2021, 2022
- Tập tin:UEFA Cup (adjusted).png Cúp UEFA Europa League
  - Vô địch (3): 1973, 1976, 2001
- Siêu cúp bóng đá châu Âu
  - Vô địch (4): 1977, 2001, 2005, 2019
  - Á quân (3): 1978, 1984
- Cúp Các đội đoạt cúp châu Âu
  - Á quân (1): 1966
- Cúp bóng đá liên lục địa/Giải vô địch bóng đá thế giới các câu lạc bộ
  - Vô địch (1): 2019
  - Á quân (3): 1981, 1984, 2005

### Những lần đoạt nhiều chức vô địch trong 1 mùa giải
Lưu ý: Những giải ngắn hạn như Siêu cúp Anh và Siêu cúp bóng đá châu Âu không được tính.
- Đoạt 2 chức vô địch trong 1 mùa giải:[6]
  - Giải vô địch Anh và Cúp FA: 1
    - 1985–86

  - Giải vô địch Anh và Cúp Liên đoàn bóng đá Anh: 2
    - 1981–82, 1982–83

  - Giải vô địch Anh và Cúp C1: 1
    - 1976–77

  - Giải vô địch Anh và Cúp C3: 2
    - 1972–73, 1975–76

  - Cúp Liên đoàn bóng đá Anh và Cúp C1: 1
    - 1980–81
- Đoạt 3 chức vô địch trong 1 mùa giải:[6]
  - Giải vô địch Anh, Cúp Liên đoàn bóng đá Anh và Cúp C1: 1
    - 1983–84

  - Cúp FA, Cúp Liên đoàn bóng đá Anh và Cúp C3: 1
    - 2000–01

## Kỷ lục của cầu thủ

### Những lần vào sân
Ian Callaghan nắm giữ kỷ lục chơi nhiều trận nhất cho Liverpool với 857 trận trong 19 mùa giải, giai đoạn 1958-1978. Ông cũng giữ kỷ lục chơi nhiều trận nhất tại Giải vô địch Anh và cúp FA cho Liverpool, lần lượt là 640 và 79 trận. Ian Rush có số trận tại Cúp Liên đoàn Anh nhiều nhất với 79 trận. Jamie Carragher chơi nhiều trận nhất tại các giải đấu cúp quốc tế với 139 trận.
- Chơi nhiều trận nhất cho câu lạc bộ: Ian Callaghan, 857.[7]
- Chơi nhiều trận nhất tại giải vô địch Anh: Ian Callaghan, 640.[7]
- Chơi nhiều trận nhất tại cúp FA: Ian Callaghan, 79.[7]
- Chơi nhiều trận nhất tại cúp Liên đoàn Anh: Ian Rush, 78.[7]
- Chơi nhiều trận đấu nhất tại các giải đấu cúp quốc tế: Jamie Carragher, 150.[7][8]
- Cầu thủ trẻ nhất chơi tại đội hình ra sân: Jerome Sinclair, 16 tuổi và 6 ngày (trận đấu với West Brom, 26 tháng 9 năm 2012).[7]
- Cầu thủ lớn tuổi nhất chơi tại đội hình ra sân: Ted Doig, 41 tuổi và 165 ngày (trận đấu với Newcastle United, 11 tháng 4 năm 1908).[7]
- Cầu thủ chơi trận đầu tiên cho câu lạc bộ lớn tuổi nhất: Ted Doig, 37 tuổi và 307 ngày (trận đấu với Burton United, 1 tháng 9 năm 1904).[7]
- Cầu thủ chơi nhiều trận liên tiếp nhất: Phil Neal, 417 trận (từ 23 tháng 10 năm 1976 tới 24 tháng 9 năm 1983).[7]
- Cầu thủ phục vụ lâu nhất: Elisha Scott, 21 năm và 52 ngày (từ 1913 tới 1934).[7]

### Những cầu thủ chơi nhiều trận nhất
Chỉ tính các trận đấu chính thức, số trận vào sân từ băng ghế dự bị được đặt ở trong ngoặc.
| Thứ tự | Tên cầu thủ      | Giai đoạn           | Giải quốc gia[B] | Cúp FA | Cúp Liên đoàn | Giải khác[C] | Tổng cộng |
| ------ | ---------------- | ------------------- | ---------------- | ------ | ------------- | ------------ | --------- |
| 1      | Ian Callaghan    | 1960–1978           | 640 (4)          | 79 (2) | 42 (7)        | 96 (1)       | 857 (14)  |
| 2      | Jamie Carragher  | 1996–2013           | 508 (24)         | 40 (1) | 35 (7)        | 152 (3)      | 737 (35)  |
| 3      | Steven Gerrard   | 1998–2015           | 504 (39)         | 42 (5) | 30 (5)        | 134 (14)     | 710 (63)  |
| 4      | Ray Clemence     | 1967–1981           | 470 (0)          | 54 (0) | 55 (0)        | 86 (0)       | 665 (0)   |
| 4      | Emlyn Hughes     | 1967–1979           | 474 (0)          | 62 (0) | 46 (0)        | 83 (0)       | 665 (0)   |
| 6      | Ian Rush         | 1980–1987 1988–1996 | 469 (22)         | 61 (5) | 78 (0)        | 52 (3)       | 660 (30)  |
| 7      | Phil Neal        | 1974–1985           | 455 (2)          | 45 (0) | 66 (0)        | 81 (0)       | 650 (2)   |
| 8      | Tommy Smith      | 1962–1978           | 467 (0)          | 52 (0) | 30 (0)        | 89 (1)       | 638 (1)   |
| 9      | Bruce Grobbelaar | 1980–1994           | 440 (0)          | 62 (0) | 70 (0)        | 56 (0)       | 628 (0)   |
| 10     | Alan Hansen      | 1977–1991           | 434 (0)          | 58 (1) | 68 (0)        | 60 (1)       | 620 (2)   |

### Những cầu thủ ghi bàn

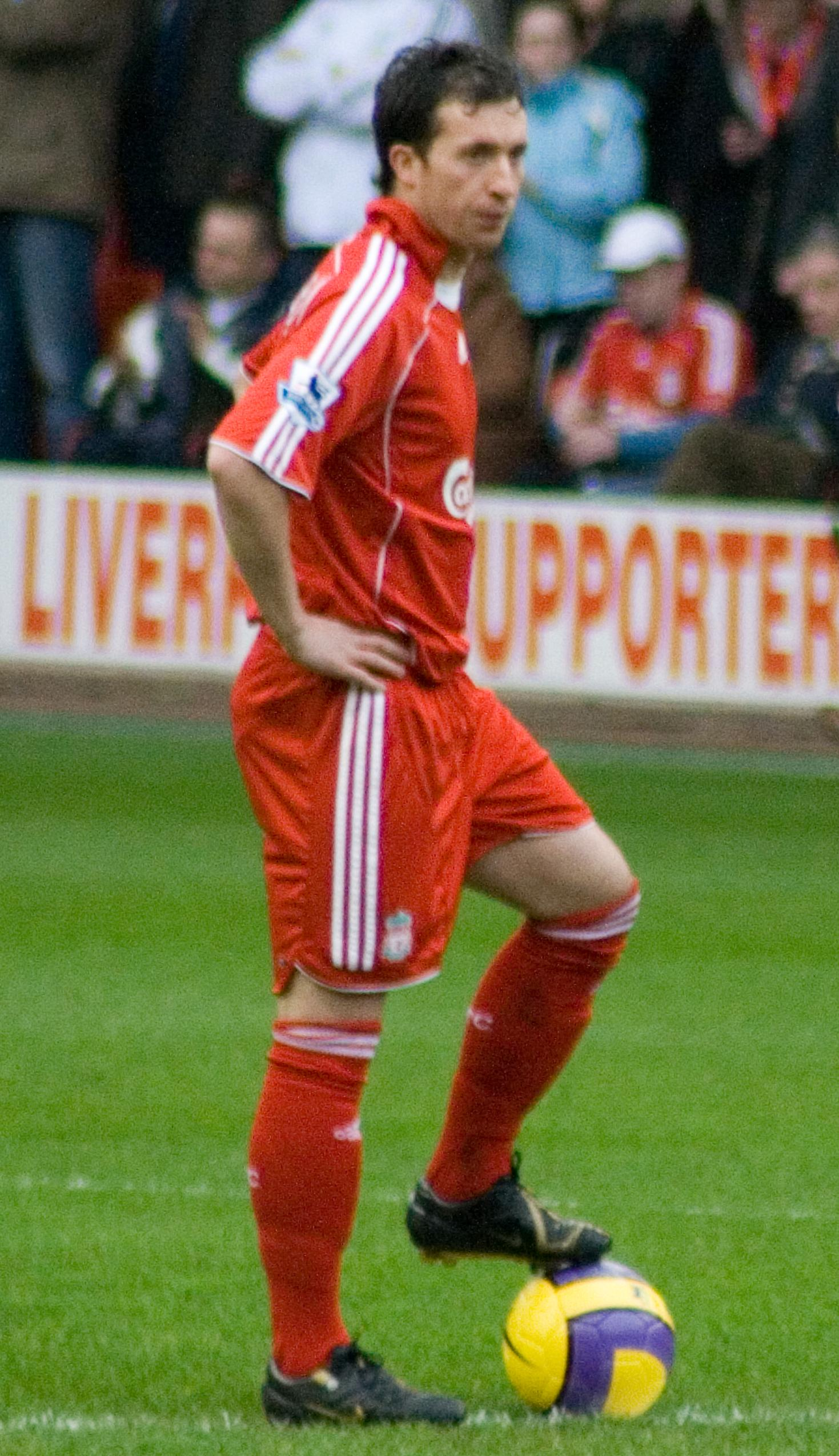
Robbie Fowler người lập cú hat-trick nhanh nhất trong lịch sử Liverpool

Cầu thủ Liverpool ghi bàn hàng đầu mọi thời đại là Ian Rush, người ghi 346 bàn thắng trong 2 khoảng thời gian chơi cho câu lạc bộ là 1980-1987 và 1988-1996. Ông cũng giữ kỷ lục về số bàn thắng ghi được trong một mùa là 47 bàn vào mùa giải 1983-1984. Rush đồng thời giữ kỷ lục số bàn thắng tại Cúp FA và Cúp Liên đoàn Anh với số bàn thắng lần lượt là 48 và 39. Tuy nhiên, Rush không thể vượt qua kỷ lục ghi bàn tại giải vô địch Anh của Roger Hunt, người đã có 245 bàn kể từ năm 1970. Steven Gerrard giữ kỷ lục ghi nhiều bàn thắng nhất tại các giải đấu châu Âu với 38 bàn thắng.
- Ghi cho câu lạc bộ nhiều bàn thắng nhất: Ian Rush, 346.[7]
- Nhiều bàn thắng nhất tại giải vô địch Anh: Roger Hunt, 245.[7]
- Nhiều bàn thắng nhất tại cúp FA: Ian Rush, 39.[7]
- Nhiều bàn thắng nhất tại cúp Liên đoàn Anh: Ian Rush, 48.[7]
- Nhiều bàn thắng nhất tại các giải đấu cúp quốc tế: Steven Gerrard, 39.[7]
- Nhiều bàn thắng nhất trong 1 mùa giải: Mohamed Salah, 48 (mùa giải 2017-2018).[11]
- Nhiều hat-tricks nhất trong một mùa giải: Roger Hunt, 5 (mùa giải 1961-1962).[7]
- Nhiều hat-trick nhất: Gordon Hodgson, 17.[7]
- Lập hat-trick nhanh nhất: Robbie Fowler, 4 phút, 32 giây, (trận đấu với Arsenal, 28 tháng 8 năm 1994).[12]
- Ghi nhiều bàn thắng nhất từ chấm phạt đền: Jan Mølby, 42.[7]
- Cầu thủ ghi bàn trẻ tuổi nhất: Michael Owen, 17 tuổi, 144 ngày (trận đấu với Wimbledon, ngày 6 tháng 5 năm 1997).[7]
- Cầu thủ ghi bàn lớn tuổi nhất: Billy Liddell, 38 tuổi, 55 ngày (trận đấu với Stoke City, ngày 5 tháng 3 năm 1960).[7]

### Những cầu thủ ghi nhiều bàn thắng nhất
Chỉ tính ở các trận đấu chính thức. Số trận vào sân, kể cả vào sân từ băng ghế dự bị được đặt ở trong ngoặc.
| Thứ tự | Tên cầu thủ    | Giai đoạn           | Giải quốc gia[B] | Cúp FA  | Cúp Liên đoàn Anh | Giải khác[C] | Tổng cộng |
| ------ | -------------- | ------------------- | ---------------- | ------- | ----------------- | ------------ | --------- |
| 1      | Ian Rush       | 1980–1987 1988–1996 | 229 (469)        | 39 (61) | 48 (78)           | 30 (52)      | 346 (660) |
| 2      | Roger Hunt     | 1958–1969           | 244 (404)        | 18 (44) | 5 (10)            | 18 (34)      | 285 (492) |
| 3      | Gordon Hodgson | 1925–1936           | 233 (358)        | 8 (19)  | 0 (0)             | 0 (0)        | 241 (377) |
| 4      | Mohamed Salah  | 2017– hiện tại      | 184 (288)        | 6 (12)  | 4 (11)            | 43 (87)      | 237 (398) |
| 5      | Billy Liddell  | 1938–1961           | 215 (492)        | 13 (42) | 0 (0)             | 0 (0)        | 228 (534) |
| 6      | Steven Gerrard | 1998–2015           | 120 (504)        | 15 (42) | 9 (30)            | 42 (134)     | 186 (710) |
| 7      | Robbie Fowler  | 1993–2001 2006–2007 | 128 (266)        | 12 (24) | 29 (35)           | 14 (44)      | 183 (369) |
| 8      | Kenny Dalglish | 1977–1990           | 118 (355)        | 13 (37) | 27 (59)           | 14 (64)      | 172 (515) |
| 9      | Michael Owen   | 1996–2004           | 118 (216)        | 8 (15)  | 9 (14)            | 23 (52)      | 158 (297) |
| 10     | Harry Chambers | 1915–1928           | 135 (315)        | 16 (28) | 0 (0)             | 0 (1)        | 151 (339) |

### Quốc tế
- Cầu thủ ghi nhiều bàn thắng nhất cho đội tuyển quốc gia khi đang là cầu thủ của Liverpool:[7]
  - Michael Owen, 26 cho Anh.
  - Ian Rush, 26 cho Wales.

#### Giải vô địch bóng đá thế giới
- Cầu thủ Liverpool đầu tiên xuất hiện tại Giải vô địch bóng đá thế giới: Laurie Hughes chơi cho Anh, mùa 1950.[15]
- Những cầu thủ xuất hiện nhiều lần nhất tại Giải vô địch bóng đá thế giới khi đang là cầu thủ của Liverpool:
  - Michael Owen, 9 cho Anh mùa 1998 và 2002.[15]
  - Steven Gerrard, 9 cho Anh mùa 2006 và 2010.[15]
- Ghi nhiều bàn nhất tại Giải vô địch bóng đá thế giới khi đang là cầu thủ của Liverpool: Michael Owen, 4 cho Anh vào năm 1998 và 2002.[15]
- Những cầu thủ đầu tiên vô địch Giải vô địch bóng đá thế giới: Roger Hunt, Ian Callaghan và Gerry Byrne, mùa 1966 với Anh.[15]
- Cầu thủ không phải người Anh đầu tiên xuất hiện tại trận chung kết Giải vô địch bóng đá thế giới: Dietmar Hamann, Đức, mùa 2002.[15]
- Cầu thủ không phải người Anh đầu tiên vô địch Giải vô địch bóng đá thế giới: Fernando Torres và Pepe Reina, Tây Ban Nha mùa 2010.[15]

## Chuyển nhượng
Để thống nhất, thông tin phí chuyển nhượng trong này được đều được lấy từ các báo cáo chuyển nhượng của BBC Sport. Trường hợp báo cáo khác đề cập phí chuyển nhượng cao hơn là do đã cộng thêm khoản trả tùy thuộc vào điều khoản hợp đồng được thỏa mãn trong tương lai. Tóm lại, chỉ có số tiền được chi trả để đưa cầu thủ về câu lạc bộ là được liệt kê trong bảng.

#### Kỷ lục phí mua cầu thủ
| Thứ tự | Phí chuyển nhượng | Mua từ              | Tên cầu thủ        | Ngày                | TK     |
| ------ | ----------------- | ------------------- | ------------------ | ------------------- | ------ |
| 1      | 116 triệu £       | Bayer Leverkusen    | Florian Wirtz      | 20 tháng 6 năm 2025 | [ 16 ] |
| 2      | 75 triệu £        | Southampton F.C.    | Virgil van Dijk    | 31 tháng 8 năm 2018 | [ 17 ] |
| 3      | 69 triệu £        | Eintracht Frankfurt | Hugo Ekitike       | 23 tháng 7 năm 2025 | [ 18 ] |
| 4      | 66,8 triệu £      | Roma                | Alisson            | 4 tháng 7 năm 2007  | [ 19 ] |
| 5      | 64 triệu £        | Benfica             | Darwin Núñez       | 14 tháng 6 năm 2022 | [ 20 ] |
| 6      | 60 triệu £        | RB Leipzig          | Dominik Szoboszlai | 2 tháng 6 năm 2023  | [ 21 ] |

#### Kỷ lục phí thu được từ việc bán cầu thủ
| Thứ tự | Phí chuyển nhượng | CLB mua         | Tên cầu thủ       | Ngày                | TK     |
| ------ | ----------------- | --------------- | ----------------- | ------------------- | ------ |
| 1      | 145 triệu £       | Barcelona       | Philippe Coutinho | 6 tháng 1 năm 2018  | [ 22 ] |
| 2      | 75 triệu £        | Barcelona       | Luis Suárez       | 11 tháng 7 năm 2014 | [ 23 ] |
| 3      | 65,5 triệu £      | Bayern Munich   | Luis Díaz         | 30 tháng 7 năm 2025 | [ 24 ] |
| 4      | 50 triệu £        | Chelsea         | Fernando Torres   | 31 tháng 1 năm 2011 | [ 25 ] |
| 5      | 49 triệu £        | Manchester City | Raheem Sterling   | 20 tháng 7 năm 2015 | [ 26 ] |

## Huấn luyện viên câu lạc bộ

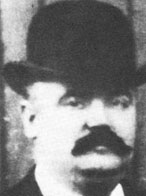
Tom Watson, huấn luyện viên phục vụ lâu năm nhất cho Liverpool

- Huấn luyện viên đầu tiên: W. E. Barclay và John McKenna, từ 15 tháng 2 năm 1892 đến 16 tháng 8 năm 1896.[27]
- Huấn luyện viên tại vị lâu nhất tính theo khoảng thời gian: Tom Watson, từ 17 tháng 8 năm 1896 đến 06 tháng 5 năm 1915 (18 năm 8 tháng 19 ngày).[28]
- Huấn luyện viên tại vị lâu nhất tính theo số trận đấu: Bill Shankly, người đã quản lý đội bóng 783 trận đấu trong 14 năm 7 tháng, từ tháng 12 năm 1959 đến tháng 7 năm 1974.[29]

## Những kỷ lục của câu lạc bộ

### Những trận đấu

#### Những trận đầu tiên
- Trận đầu tiên: Liverpool 7–1 Rotherham Town, trận giao hữu, 01 tháng 9 năm 1892.[30]
- Trận đầu tiên tại giải Lancashire League: Liverpool 8–0 Higher Walton, 03 tháng 9 năm 1892.[30]
- Trận đầu tiên tại giải quốc gia: Liverpool 2–0 Middlesbrough Ironopolis, giải giải hạng nhì Anh, 02 tháng 9 năm 1893.[31]
- Trận đầu tiên tại cúp FA: Liverpool 3–0 Grimsby Town, vòng 1, 27 tháng 1 năm 1894.[32]
- Trận đầu tiên tại cúp Liên đoàn Anh: Liverpool 1–1 Luton Town, vòng 2, 19 tháng 10 năm 1960.[32]
- Trận đầu tiên tại cúp châu Âu: Liverpool 6–0 KR Reykjavik, Cúp C1, vòng 1, 17 tháng 8 năm 1964.[33]

#### Những trận thắng
- Kỷ lục thắng đậm: 11–0 trận đấu với Strømsgodset tại cúp C2, 17 tháng 9 năm 1974.[34]
- Chiến thắng đậm nhất tại giải quốc gia: 10–1 trận đấu với Rotherham Town, giải hạng nhì Anh, 18 tháng 2 năm 1896.[34]
- Chiến thắng đậm nhất tại cúp C1: 8–0 trận đấu với Beşiktaş, 6 tháng 11 năm 2007.[35][D]
- Nhiều trận thắng nhất trong 1 mùa giải tại giải vô địch Anh: 30 trận thắng trong 42 trận, mùa giải 1978-79.[36]
- Ít trận thắng nhất trong 1 mùa giải tại giải vô địch Anh: 7 trận thắng trong tổng số 30 trận, mùa giải 1894-1895.[36]

#### Những trận thua
- Trận thua đậm nhất: 1–9 trận đấu với Birmingham City tại giải giải hạng nhì Anh, 11 tháng 12 năm 1954.[37]
- Trận thua đậm nhất tại Anfield: 2–6 trận đấu với Sunderland tại giải vô địch Anh, 19 tháng 4 năm 1930.[34]
- Trận thua có nhiều bàn thắng nhất: 2–9 trận đấu với Newcastle United tại giải vô địch Anh, 1 tháng 1 năm 1934.[37]
- Nhiều trận thua nhất trong một mùa giải: 24 trận thua trên 42 trận đấu, mùa giải 1953-54.[36]
- Ít trận thua nhất trong một mùa giải: bất bại 28 trận đấu, mùa giải 1893-94.[36]

### Những bàn thắng
- Nhiều bàn thắng nhất tại giải quốc gia: 106 bàn trong 30 trận đấu, giải hạng nhì Anh mùa giải 1895-96.[36]
- Ít bàn thắng nhất tại giải quốc gia: 42 trong 34 và 42 trận đấu, giải vô địch Anh, mùa giải 1901-02 và 1970-71.[36]
- Nhiều bàn thua nhất tại giải quốc gia: 97 trong 42 trận đấu, giải vô địch Anh mùa giải 1953-54.[36]
- Ít bàn thua nhất tại giải quốc gia: 16 trong 42 trận đấu, giải vô địch Anh mùa giải 1978-79.[36]

### Những điểm số
- Nhiều điểm nhất trong 1 mùa giải:

1 chiến thắng giành 2 điểm: 68 trong 42 trận đấu tại giải vô địch Anh, mùa giải 1978-79.
1 chiến thắng giành 3 điểm: 90 trong 42 trận đấu tại giải vô địch Anh, mùa giải 1987-88.
- Ít điểm nhất trong 1 mùa giải:

1 chiến thắng giành 2 điểm: 22 trong 30 trận đấu tại giải vô địch Anh, mùa giải 1894-95.
1 chiến thắng giành 3 điểm: 59 trong 42 trận đấu tại giải vô địch Anh, mùa giải 1992-93.
(và trong mùa giải 98/99 chỉ 54 điểm trong 38 trận đấu)

### Khán giả tại Anfield
- Lượng khán giả đông nhất trong 1 trận: 61,905 (trận đấu với Wolverhampton Wanderers, FA Cup vòng 5, mùa giải 1951-52).[7][E]
- Lượng khán giả đông nhất trong 1 trận giải quốc gia: 58,757 (trận đấu với Chelsea, giải vô địch Anh mùa giải 1949-50).[7]
- Lượng khán giả đông nhất trong 1 trận cúp Liên đoàn Anh: 50,880 (trận đấu với Nottingham Forest, mùa giải 1979-80).[7]
- Lượng khán giả đông nhất trong 1 trận cúp châu Âu: 55,104 (trận đấu với FC Barcelona, mùa giải 1975-76).[7]
- Lượng khán giả ít nhất trong 1 trận: 1,000 (trận đấu với Loughborough, giải hạng nhì mùa giải 1895-96).[7][F]
- Lượng khán giả ít nhất trong 1 trận cúp FA: 4,000 (trận đấu với Newton, mùa giải 1892-93).[7]
- Lượng khán giả ít nhất trong 1 trận cúp Liên đoàn Anh: 9,902 (trận đấu với Brentford, mùa giải 1983-84).[7]
- Lượng khán giả ít nhất trong 1 trận cúp châu Âu: 12,021 (trận đấu với Dundalk, mùa giải 1982-83).[7]

## Thống kê thành tích tại các giải đấu châu Âu
Kể từ lần đầu tiên được tham dự sân chơi châu Âu, Cúp C1 mùa 1964-65, cho tới nay Liverpool đã 11 lần vô địch các danh hiệu châu Âu. Trong đó, 6 lần vô địch Cúp C1 giúp Liverpool có mặt trong nhóm 3 đội vô địch châu Âu nhiều lần nhất, chỉ xếp sau các đội Real Madrid (13 lần) và Milan (7 lần). Liverpool đã giành được tổng cộng 3 Cúp UEFA sau những trận chung kết với các đội Inter Milan và Juventus. Họ cũng giành được 3 Siêu cúp bóng đá châu Âu, chỉ có 2 đội đạt thành tích tốt hơn là Milan (5 lần) và Barcelona (4 lần).
Huấn luyện viên Liverpool Bob Paisley là huấn luyện viên thành công nhất châu Âu khi dẫn dắt đội bóng 5 lần vô địch các giải đấu này. Liverpool nắm giữ kỉ lục thắng đậm tại châu Âu với trận thắng 11-0 trước Strømsgodset tại Cúp C2 mùa giải 1974-75.